# Вадим Руднев
Вадим Петрович Руднев (на руски: Ру́днев, Вади́м Петро́вич, р. 14 юни 1958 г., Коломна) е руски семиотик, лингвист, филолог, културолог и философ.

## Биография
Вадим Руднев е син на Пьотр Руднев (27 март 1925 – 23 ноември 1996) – един от водещите руски стиховеди, ученик на Алексей Лосев.
Завършва филологическия факултет на Тартуския университет, специалност „Руски език и литература“. Ученик на Юрий Лотман. Доктор на филологическите науки с дисертация на тема „Теоретико-лингвистичен анализ на художествения дискурс“, защитена едновременно за двете научни степени (кандидат и доктор на науките) в сектора по теоретична лингвистика на Института по езикознания на Руската академия на науките през 1997 година.
През 1987 – 92 е завеждащ културологичния отдел на литературното списание „Даугава“. Водещ редактор на издателство „Прогресс“ през 1991 – 93 г.; водещ редактор на издателство „Гнозис“ през 1994 – 95 г.; заместник главен редактор на „Художественный журнал“ през 1995 – 96 г.; отговорен секретар на философското списание „Логос“ през 1997 – 2002 г.; научен консултант и редактор на телевизионното предаване на Александър Гордон по телевизия НТВ през 2001 – 02 г.; водещ научен сътрудник във Фонда „Прагматика культуры“ през 2002 година; научен консултант и съводещ на телевизионното предаване „Черный квадрат“ през 2003 – 04 г.
От 2005 година е професор в Института по психоанализа и главен научен сътрудник в сектор „Езиците на културите“ към Федералното държавно научноизследователско учреждение „Руски институт по културология“.